# Bukahara
Bukahara ist eine vierköpfige deutsche Weltmusik-Band, deren Musik Elemente aus Folk, Pop, Swing, nordafrikanischen Einflüssen und Singer-Songwriter vereint.

## Geschichte und Herkunft
Die Musiker haben sich während ihres Jazz-Studiums an der Kölner Musikhochschule kennengelernt und gründeten 2009 (zunächst als Trio) die Band Bukahara. Zunächst machte die Gruppe Straßenmusik und spielte während gemeinsamer Reisen zahlreiche Konzerte. Der Bandname ist laut Daniel Schneider ein „lautmalerisches Wort, das ein bisschen exotisch klingt, man weiß aber nicht, woher es kommt“.
Die Musiker sind alle Multi-Instrumentalisten. Soufian Zoghlami hat tunesische Wurzeln und Daniel Avi Schneider ist jüdisch-schweizerischer Herkunft. Ahmed Eid ist in Syrien geboren, in Palästina aufgewachsen und kam mit 18 Jahren von Ramallah nach Lübeck, um Kontrabass zu studieren. Max von Einem ist in Münster aufgewachsen.

## Alben und Auftritte

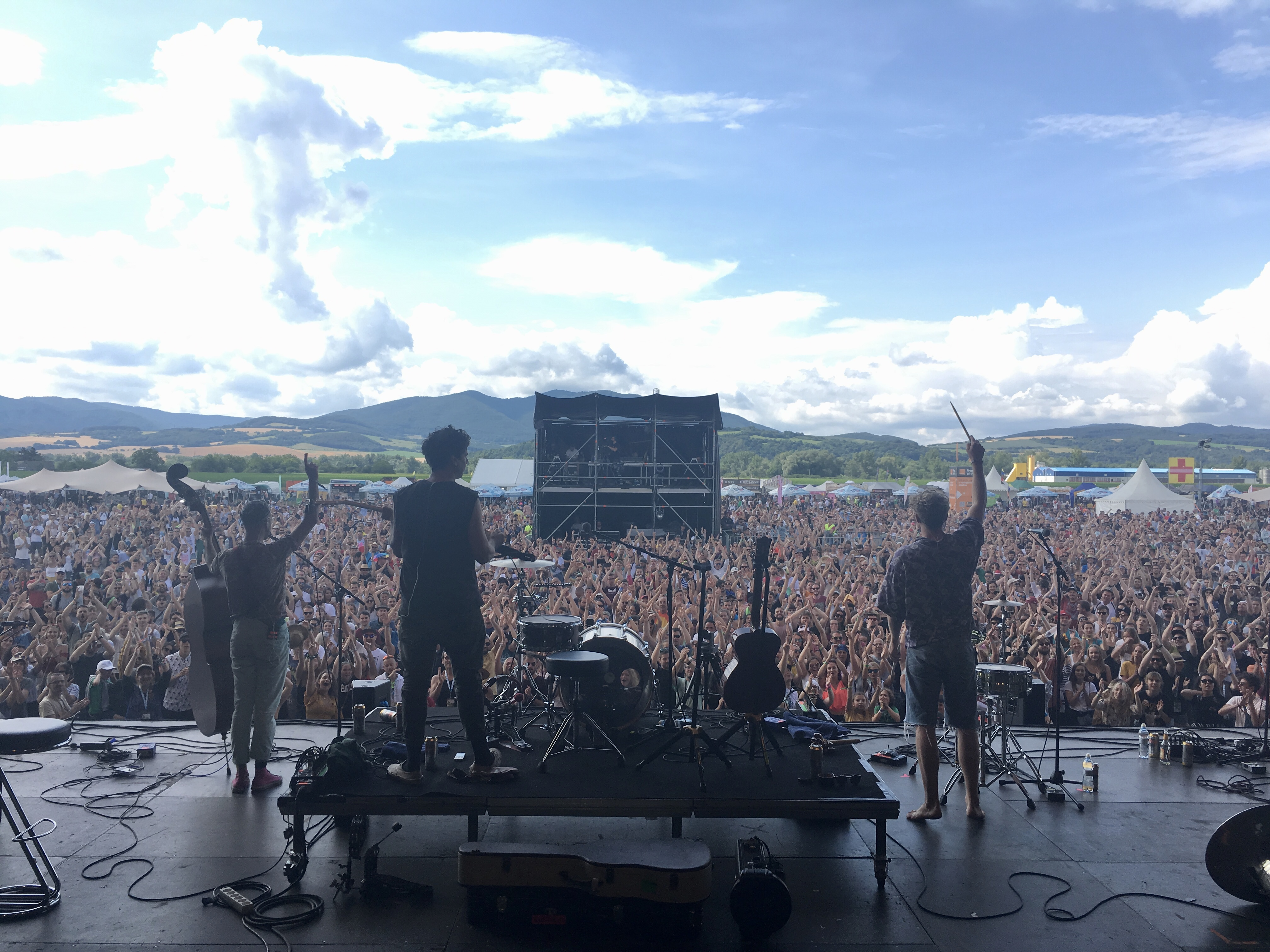
Bukahara auf dem Pohoda Festival 2019 in Trenčín in der Slowakei.

2013 erschien das erste Album Bukahara Trio und es folgten Konzerte und Tourneen, hauptsächlich in Deutschland. Außerdem trat Bukahara in den Niederlanden, Kroatien, Österreich, Frankreich, Italien und der Schweiz auf. Nachdem 2015 das zweite Album Strange Delight erschienen war, folgten Konzerte in Deutschland, Irland, England und Italien.
2017 veröffentlichte Bukahara über ihr selbst gegründetes Label BML Records das Album Phantasma. Unter anderem spielte die Band auf folgenden Festivals: Summer Jam, Juicy Beats, Fusion Festival, Burg Herzberg Festival, Das Fest in Karlsruhe, Pohoda Festival (SVK), Sziget Festival (HUN) uvm.
2018 ging Bukahara mit der kolumbianischen Band Doctor Krapula in Kolumbien auf Tour. Im Red Horn District in Horn-Bad Meinberg nahm die Band im Herbst 2018 ihre Live-CD mit dem Titel Live Sessions auf, die 2019 veröffentlicht wurde.
2019 spielte die Band ein ausverkauftes Konzert mit sechs Gastmusikern in der Kölner Philharmonie. 2020 erschien das vierte Studio-Album Canaries in a Coal Mine. 2023 erschien das Album Tales of the Tides. Medienpartner der Band war und ist bei vielen Veranstaltungen der Radiosender Cosmo.

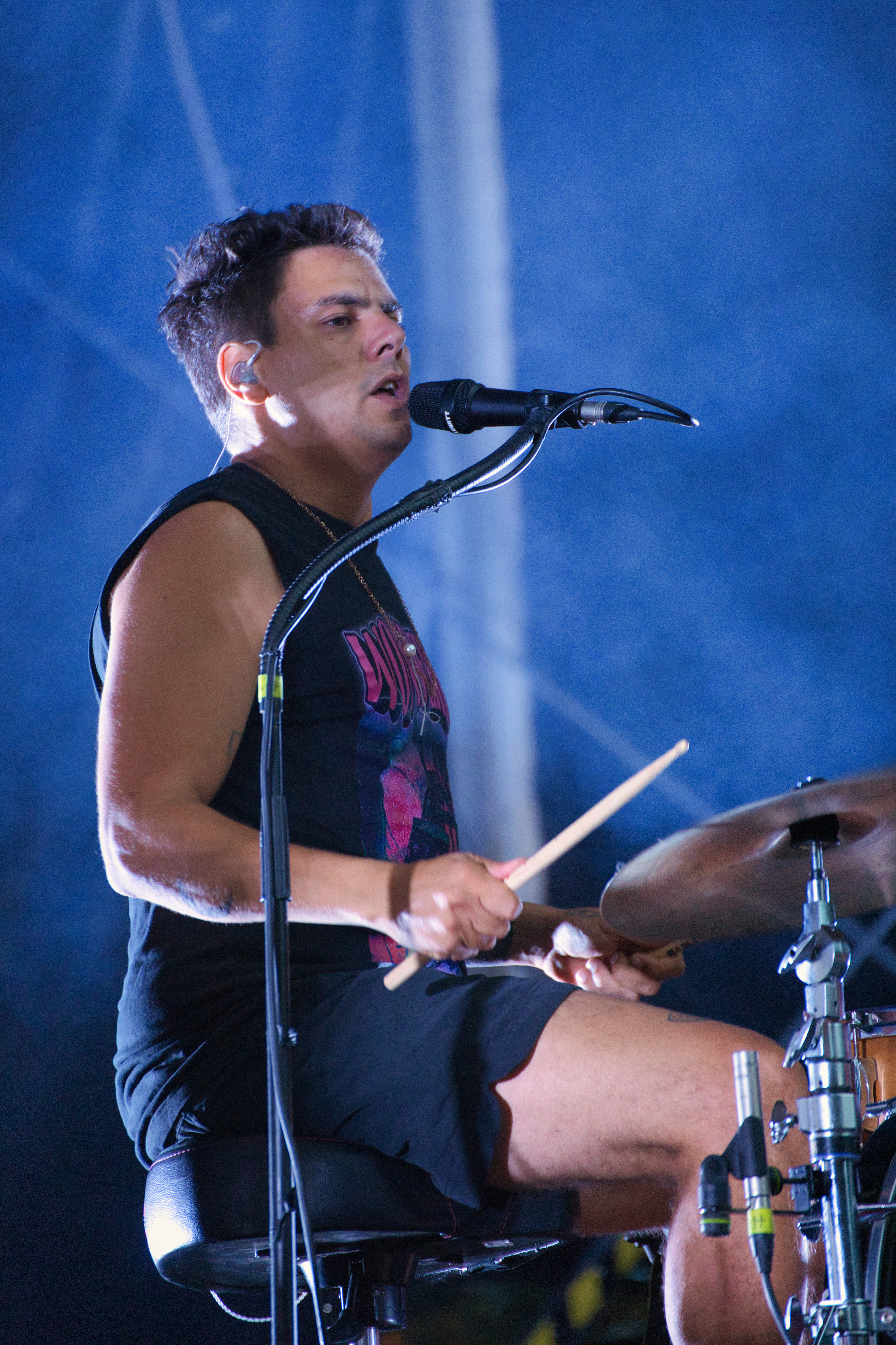
Soufian Zoghlami
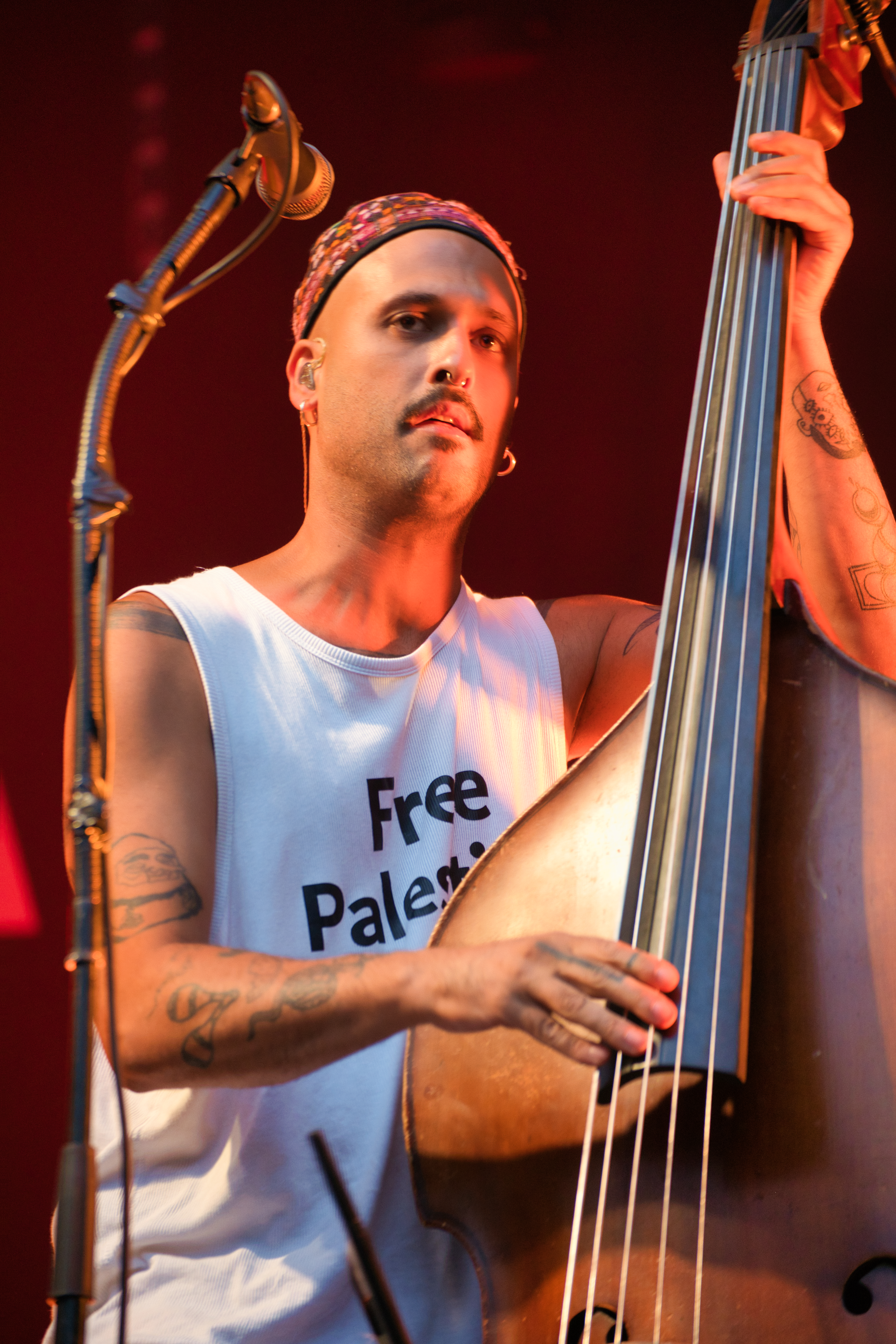
Ahmed Eid
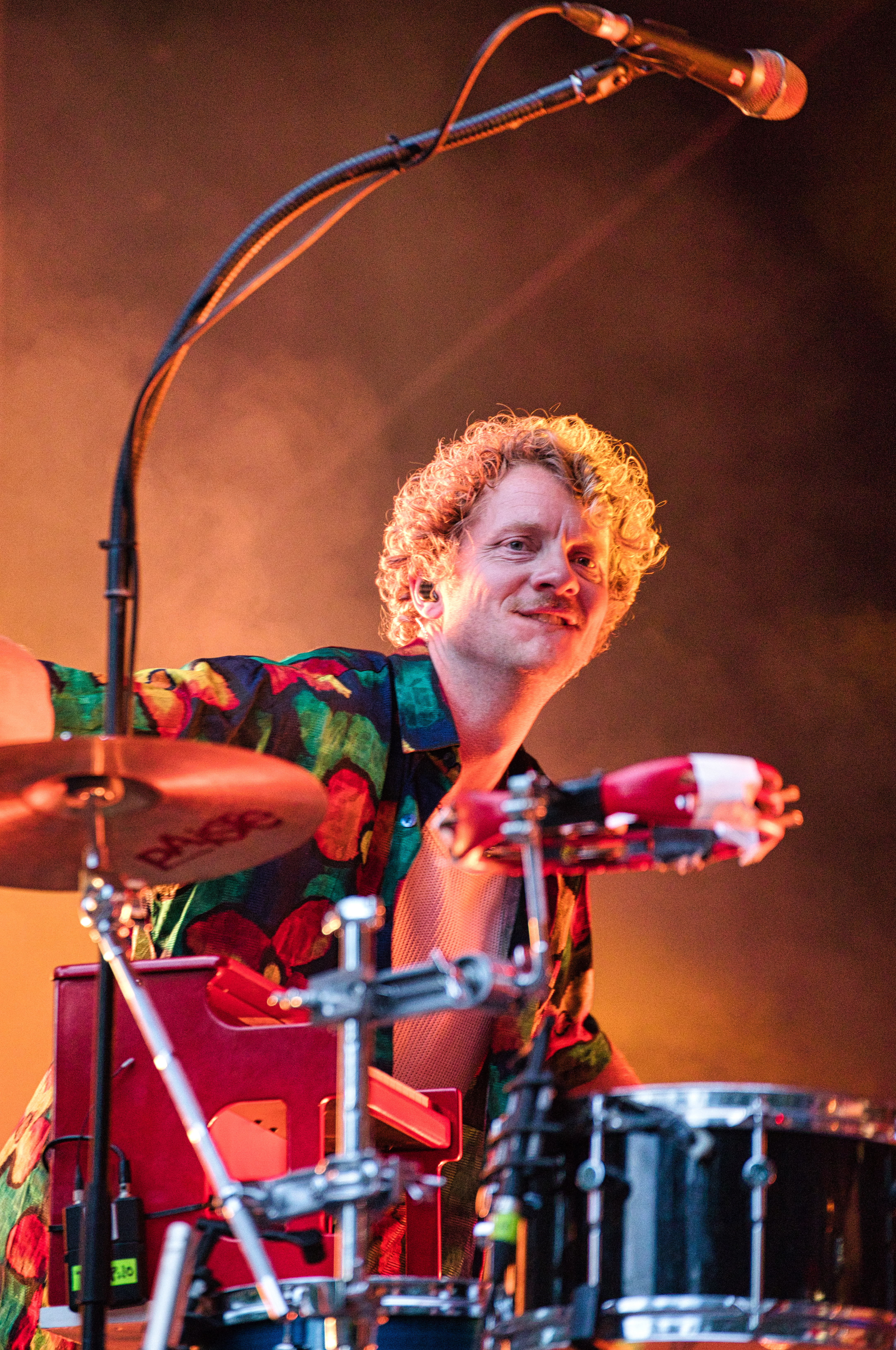
Max von Einem
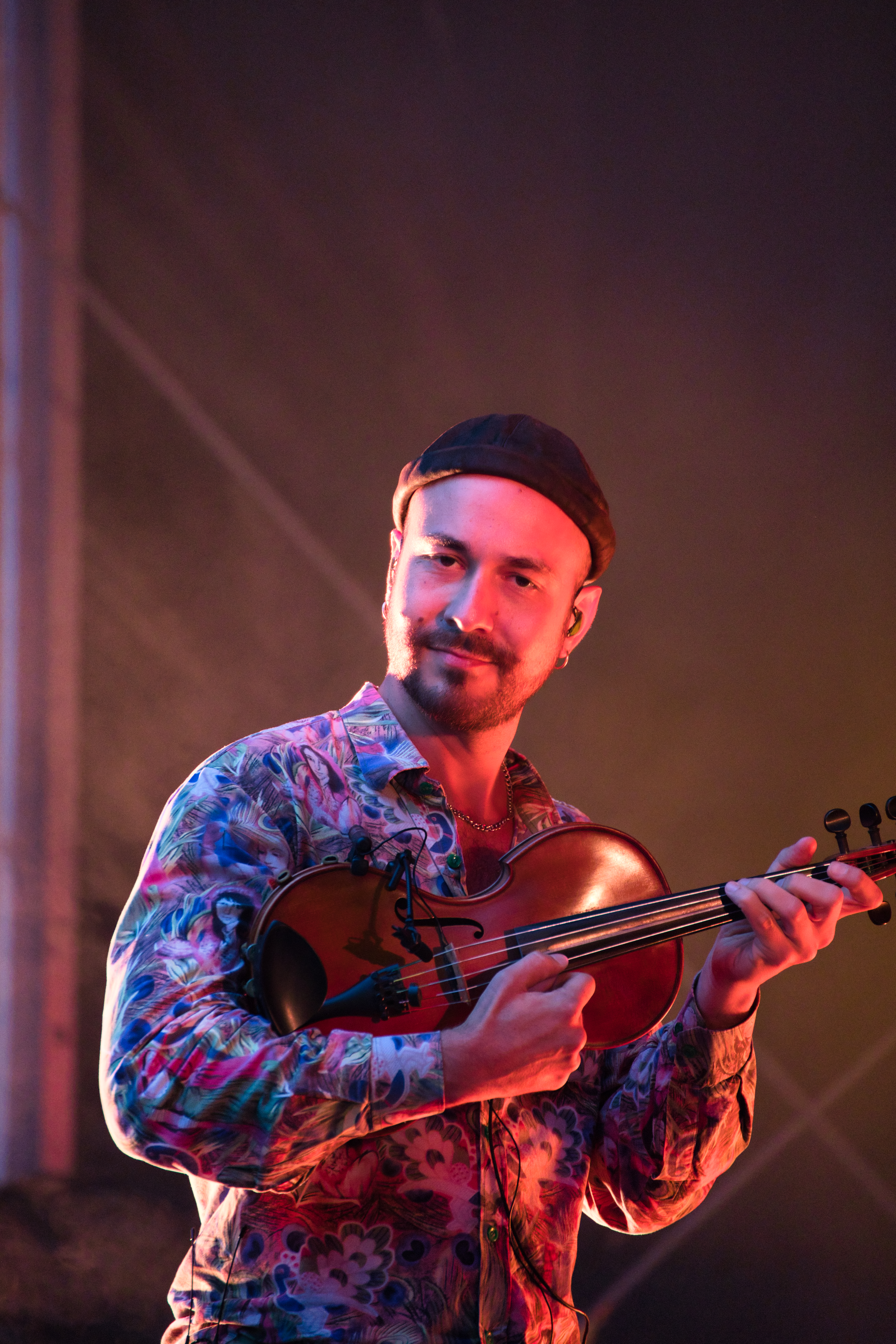
Daniel Avi Schneider

## Diskografie
- 2013: Bukahara Trio (Album, Little Jig Records)
- 2015: Strange Delight (Album)
- 2017ː Phantasma (Album, BML Records)
- 2019: Live Session (Live-Album, BML Records)
- 2020: Canaries in a Coal Mine (Album, BML Records)
- 2023: Tales of the Tides (Album, BML Records)